# Campeonato Mundial de Rugby Juvenil
El Campeonato Mundial de Rugby Juvenil es el principal torneo de selecciones nacionales juveniles masculinas de rugby, es organizado por la World Rugby para jugadores menores de 20 años.
El campeón vigente es el seleccionado de Sudáfrica.

## Historia
Desde el 2002 hasta el 2006 en un país elegido como sede la WR realizó anualmente el Campeonato Mundial de Rugby M21. Análogamente, entre el 2004 y el 2007 se celebró el Campeonato Mundial de Rugby M19 con divisionales A y B (descendiente del torneo disputado desde 1969). Estos torneos antiguamente los organizaban otras uniones de rugby.
Luego de una reestructura, la WR terminó con dichos torneos y creó el Campeonato Mundial de Rugby Juvenil (M20) sin divisionales, por lo que el equipo clasificado último desciende al Trofeo Mundial de Rugby Juvenil del año siguiente. Estos dos torneos fueron creados en el 2008 y a diferencia de los anteriores se celebran en distintas sedes y en distinto momento.
El campeonato tiene lugar en junio y su sede varía cada año. En las dos primeras ediciones contó con 16 equipos, y desde 2010 participan 12. La selección de Nueva Zelanda consiguió 6 títulos, Inglaterra 4, Francia 3 y Sudáfrica 1. Australia, Gales e Irlanda han conseguido el subcampeonato, y Argentina ha conseguido la 3.ª posición en 2016.
Entre 2020 y 2022 el torneo fue suspendido a causa de la pandemia de COVID-19, reanudándose nuevamente en 2023 en la edición realizada en Sudáfrica coronando campeón al seleccionado de Francia.

## Campeonatos
| Edición | Año  | Sede          | Campeón                               | 2º puesto                             | 3º puesto                             | 4º puesto                             |
| ------- | ---- | ------------- | ------------------------------------- | ------------------------------------- | ------------------------------------- | ------------------------------------- |
| I       | 2008 | Gales         | Nueva Zelanda                         | Inglaterra                            | Sudáfrica                             | Gales                                 |
| II      | 2009 | Japón         | Nueva Zelanda                         | Inglaterra                            | Sudáfrica                             | Australia                             |
| III     | 2010 | Argentina     | Nueva Zelanda                         | Australia                             | Sudáfrica                             | Inglaterra                            |
| IV      | 2011 | Italia        | Nueva Zelanda                         | Inglaterra                            | Australia                             | Francia                               |
| V       | 2012 | Sudáfrica     | Sudáfrica                             | Nueva Zelanda                         | Gales                                 | Argentina                             |
| VI      | 2013 | Francia       | Inglaterra                            | Gales                                 | Sudáfrica                             | Nueva Zelanda                         |
| VII     | 2014 | Nueva Zelanda | Inglaterra                            | Sudáfrica                             | Nueva Zelanda                         | Irlanda                               |
| VIII    | 2015 | Italia        | Nueva Zelanda                         | Inglaterra                            | Sudáfrica                             | Francia                               |
| IX      | 2016 | Inglaterra    | Inglaterra                            | Irlanda                               | Argentina                             | Sudáfrica                             |
| X       | 2017 | Georgia       | Nueva Zelanda                         | Inglaterra                            | Sudáfrica                             | Francia                               |
| XI      | 2018 | Francia       | Francia                               | Inglaterra                            | Sudáfrica                             | Nueva Zelanda                         |
| XII     | 2019 | Argentina     | Francia                               | Australia                             | Sudáfrica                             | Argentina                             |
| -       | 2020 | Italia        | Cancelado por la pandemia de COVID-19 | Cancelado por la pandemia de COVID-19 | Cancelado por la pandemia de COVID-19 | Cancelado por la pandemia de COVID-19 |
| -       | 2021 | Italia        | Cancelado por la pandemia de COVID-19 | Cancelado por la pandemia de COVID-19 | Cancelado por la pandemia de COVID-19 | Cancelado por la pandemia de COVID-19 |
| XIII    | 2023 | Sudáfrica     | Francia                               | Irlanda                               | Sudáfrica                             | Inglaterra                            |
| XIV     | 2024 | Sudáfrica     | Inglaterra                            | Francia                               | Nueva Zelanda                         | Irlanda                               |
| XV      | 2025 | Italia        | Sudáfrica                             | Nueva Zelanda                         | Argentina                             | Francia                               |
| XVI     | 2026 | Georgia       | A disputarse                          | A disputarse                          | A disputarse                          | A disputarse                          |

## Posiciones
- Número de veces que las selecciones ocuparon cada posición en todas las ediciones.

| Equipo         | 1º | 2º | 3º | 4º | 5º | 6º | 7º | 8º | 9º | 10º | 11º | 12º | 13º | 14º | 15º | 16º |
| -------------- | -- | -- | -- | -- | -- | -- | -- | -- | -- | --- | --- | --- | --- | --- | --- | --- |
| Nueva Zelanda  | 6  | 2  | 2  | 2  | 1  |    | 2  |    |    |     |     |     |     |     |     |     |
| Inglaterra     | 4  | 6  |    | 2  | 1  | 1  | 1  |    |    |     |     |     |     |     |     |     |
| Francia        | 3  | 1  |    | 4  | 3  | 3  |    |    | 1  |     |     |     |     |     |     |     |
| Sudáfrica      | 2  | 1  | 9  | 1  | 1  |    | 1  |    |    |     |     |     |     |     |     |     |
| Australia      |    | 2  | 1  | 1  | 6  | 3  | 1  | 1  |    |     |     |     |     |     |     |     |
| Irlanda        |    | 2  |    | 2  | 1  |    | 1  | 4  | 3  |     | 2   |     |     |     |     |     |
| Gales          |    | 1  | 1  | 1  |    | 4  | 6  | 2  |    |     |     |     |     |     |     |     |
| Argentina      |    |    | 2  | 2  | 1  | 3  |    | 1  | 4  |     | 2   |     |     |     |     |     |
| Escocia        |    |    |    |    | 1  |    |    | 2  | 2  | 7   |     | 1   |     |     |     |     |
| Fiyi           |    |    |    |    |    | 1  |    | 1  |    | 1   | 3   | 3   |     | 1   |     |     |
| Samoa          |    |    |    |    |    |    | 2  | 1  | 1  | 1   |     | 3   |     |     |     |     |
| Italia         |    |    |    |    |    |    | 1  | 2  | 1  | 1   | 6   | 1   | 1   |     |     |     |
| Georgia        |    |    |    |    |    |    |    | 1  | 3  | 3   |     |     |     |     |     |     |
| Tonga          |    |    |    |    |    |    |    |    |    | 1   | 1   | 1   | 1   |     |     |     |
| Japón          |    |    |    |    |    |    |    |    |    | 1   |     | 3   |     |     | 2   |     |
| España         |    |    |    |    |    |    |    |    |    |     | 1   | 1   |     |     |     |     |
| Canadá         |    |    |    |    |    |    |    |    |    |     |     | 1   |     | 1   |     |     |
| Estados Unidos |    |    |    |    |    |    |    |    |    |     |     | 1   |     |     |     | 1   |
| Uruguay        |    |    |    |    |    |    |    |    |    |     |     |     |     |     |     | 1   |

## WR Jugador Juvenil del Año
| Año  | Jugador           | Posición | Nación        |
| ---- | ----------------- | -------- | ------------- |
| 2008 | Luke Braid        | Ala      | Nueva Zelanda |
| 2009 | Aaron Cruden      | Apertura | Nueva Zelanda |
| 2010 | Julian Savea      | Wing     | Nueva Zelanda |
| 2011 | George Ford       | Apertura | Inglaterra    |
| 2012 | Jan Serfontein    | Centro   | Sudáfrica     |
| 2013 | Sam Davies        | Apertura | Gales         |
| 2014 | Handré Pollard    | Apertura | Sudáfrica     |
| 2015 | James Chisholm    | Ala      | Inglaterra    |
| 2016 | Max Deegan        | Octavo   | Irlanda       |
| 2017 | Juarno Augustus   | Octavo   | Sudáfrica     |
| 2018 | Jordan Joseph     | Octavo   | Francia       |
| 2019 | Juan Pablo Castro | Centro   | Argentina     |
| 2023 | Marko Gazzotti    | Octavo   | Francia       |